# Einar Laveson
Nils Einar Laveson, född 14 april 1879 i Kristianstad, död 13 augusti 1949 i Kristianstad, var en svensk målare.
Han var son till grosshandlaren Per Laveson och gift med konstnären Ellen Gudman. Laveson studerade konst i Stockholm och Paris. Han var representerad vid en utställning på Kristianstads museum 1916 och han ställde ut separat på Lunds universitets konstmuseum. Hans konst består av landskapsmålningar med motiv från Skåne, Norge, England och Frankrike.